# カナル
カナル（Kanal、カナル・オプ・ソチ、Kanal ob Soči, イタリア語：Canale d'Isonzo）は、スロベニアの町であり、そして地方行政区画としての市でもある。1995年にノヴァ・ゴリツァ市から分離した。町自体がソチャ川（イゾンツォ川）の重要な渡河点となっている。